# Louis-Ernest Dubois

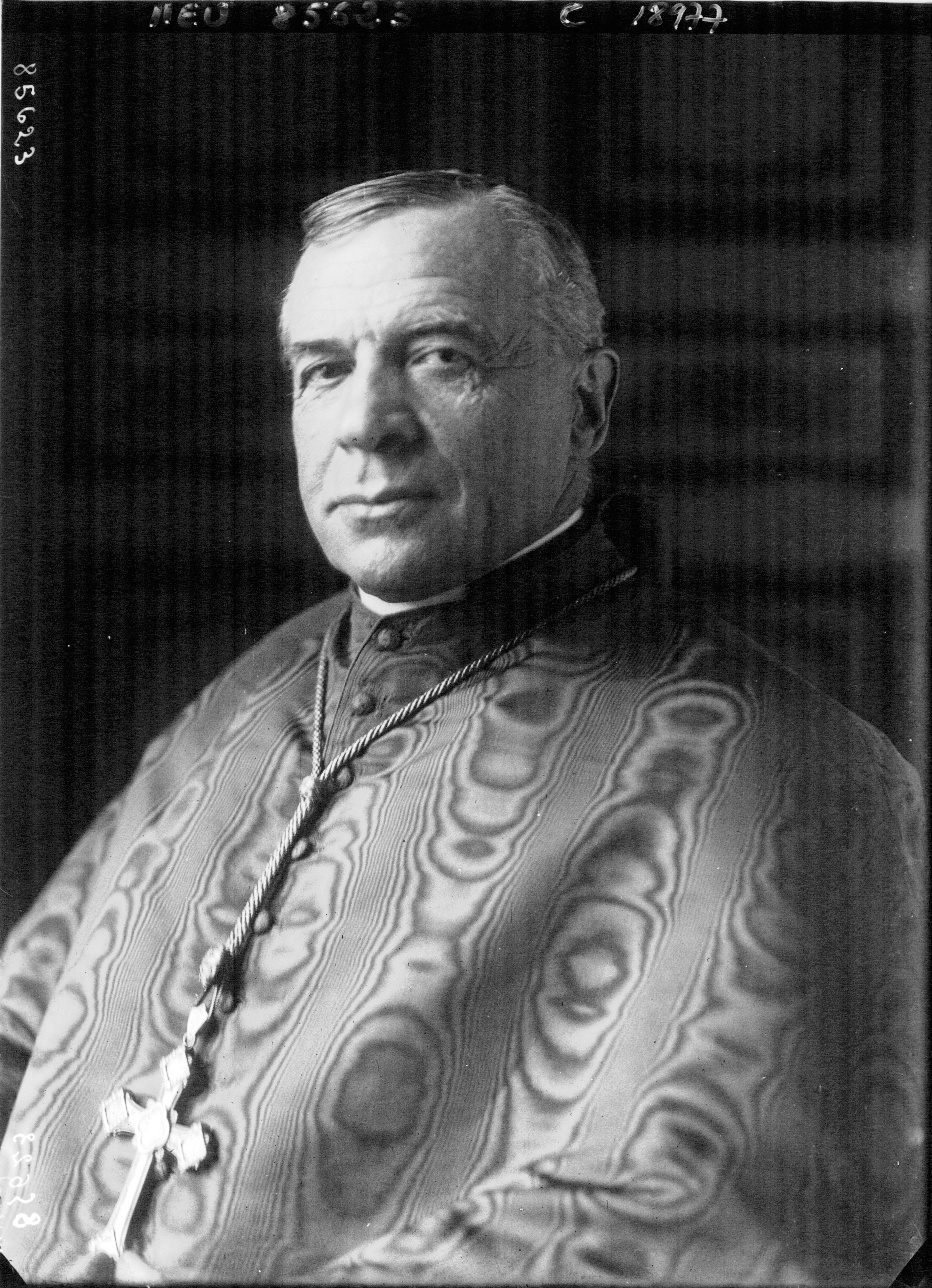
Louis-Ernest Dubois.

Louis-Ernest Dubois, född 1 september 1856 i Saint-Calais, Sarthe, Frankrike, död 23 september 1929 i Paris, var en fransk biskop och kardinal.
Dubois var kyrkoherde i Le Mans 1895-1898, blev biskop i Verdun 1901, ärkebiskop i Bourges 1909 och i Rouen 1916. Senare samma år utsåg påve Benedictus XV honom till kardinalpräst (pro hac vice) med Santa Maria in Aquiro som titelkyrka. År 1920 efterträdde han Léon-Adolphe Amette som ärkebiskop av Paris. 
Dubois reste 1919 till Orienten på franska statens uppdrag och arbetade efter första världskriget verksamt för försoningen mellan kyrkan och staten.